# Pattabhi Sitaramayya
Dr Pattabhi Sitaramayya (Bhogaraju Pattabhi Sitaramayya), född 24 november 1880 i byn Gundugolanu, distriktet West Godavari, nuvarande indiska delstaten Andhra Pradesh, död 1959, var en framstående politiker (INC) i självständighetsrörelsen före 1947. Sedan Subhas Chandra Bose av Mahatma Gandhi tvingats avgå, blev Sitaramayya under en period på 1940-talet ordförande i partiet.